# Agua Blanca (Cajatambo)
Agua Blanca es un despoblado peruano ubicado en el distrito de Cajatambo, perteneciente a la provincia homónima del departamento de Lima, al centro oeste del Perú. 

## Ubicación
Agua Blanca se ubica al norte de la provincia de Cajatambo, en el distrito de Cajatambo, en el departamento de Lima.

## Demografía
En 2017 Agua Blanca no tuvo a ningún habitante empadronado.